# Zvezda 2005
Ne pas confondre avec le Zvezda Perm, club de football masculin situé dans la même ville.
Maillots
Actualités
Le Zvezda 2005 est un club russe de football féminin fondé en 2005, basé à Perm.

## Historique

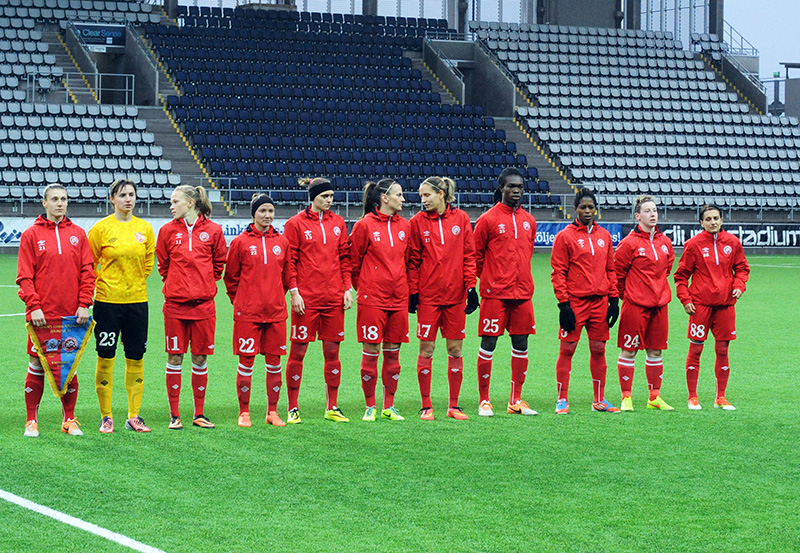
Les joueuses du Zvezda 2005 en novembre 2014.

## Palmarès
- Championnat de Russie (6)[2] :
  - Champion : 2007, 2008, 2009, 2014, 2015 et 2017
  - Vice-champion : 2013 et 2016
- Coupe de Russie (6)[3] : 
  - Vainqueur : 2007, 2012, 2013, 2015, 2016, 2018 et 2019
  - Finaliste : 2008 et 2009
- Ligue des champions :
  - Finaliste : 2009